# Número de Wratten
Los números de Wratten son un sistema de etiquetado para filtros ópticos, generalmente para uso fotográfico, que comprende un número seguido a veces de una letra. El número denota el color del filtro, pero es arbitrario y no codifica ninguna información (los 80A-80D son azules, los siguientes filtros en orden numérico, 81A-81EF, son anaranjados); las letras casi siempre aumentan a medida que aumenta la intensidad (la excepción es 2A, 2B, 2C, 2E).

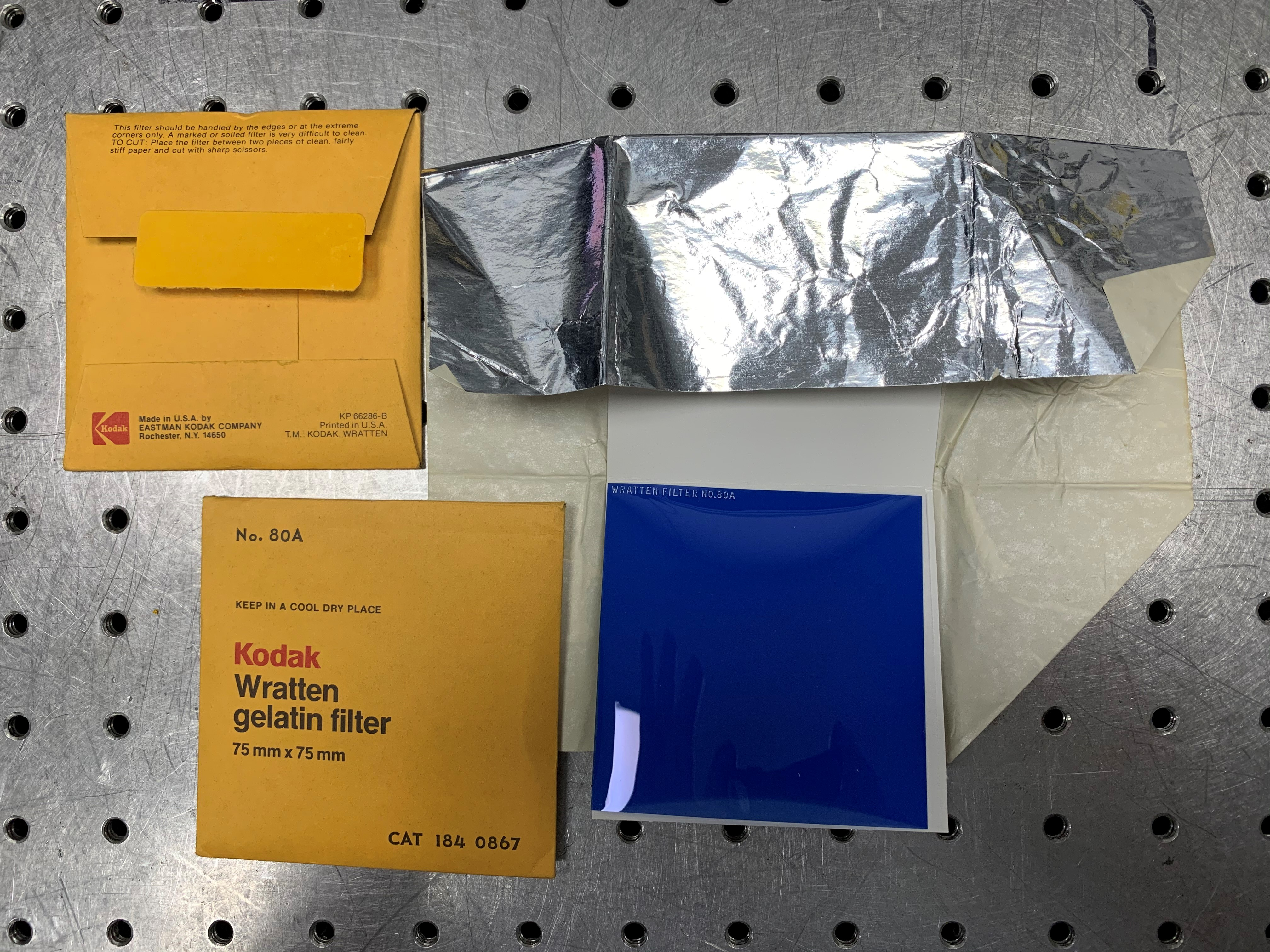
El filtro Kodak Wratten 80A en su embalaje original

Llevan el nombre del fundador de la primera empresa de fotografía, el inventor británico Frederick Wratten. Wratten y su socio C.E.K. Mees vendieron su compañía a Eastman Kodak en 1912, y Kodak comenzó a fabricar los filtros Wratten. Permanecen en producción, y son vendidos bajo licencia a través de la corporación Tiffen.
Los filtros de Wratten son muy utilizados en la astronomía observacional por los astrónomos aficionados. Los filtros de color para la observación visual hechos por la OSG, Baader, Lumicon, u otras compañías son en realidad filtros Wratten montados en roscas para filtro estándar de 1+1/4 de pulgada (31,8 mm) en (32 mm) o 2 pulgadas (nominal, 48 mm real). Para las imágenes se utilizan filtros de interferencia. Los filtros Wratten también se utilizan en la fotomicrografía.
Los filtros fabricados por diversos fabricantes pueden identificarse por los números de Wratten, pero no coinciden exactamente con la definición espectral de ese número. Esto es especialmente cierto en el caso de los filtros utilizados por razones estéticas (en contraposición a las técnicas). Por ejemplo, un filtro cálido 81B es un filtro utilizado para hacer ligeramente más "cálidos"  los colores de una foto en color, haciendo que la escena sea un poco menos azul y más roja. Muchos fabricantes hacen filtros etiquetados como 81B con curvas de transmisión que son similares, pero no idénticas, a las del Kodak Wratten 81B. Esto depende de la idea que tiene cada fabricante sobre que funciona mejor para hacer más cálida una escena, y dependiendo de sus técnicas de fabricación. Algunos fabricantes utilizan sus propias designaciones para evitar esta confusión, por ejemplo, Singh-Ray tiene un filtro de cálido que designan como A-13, que no es un número Wratten. Los filtros que se utilizan cuando se requieren características especificadas con precisión y repetibles, por ejemplo, para la separación de colores en la prensa y en los trabajos científicos, utilizan sistemas de codificación más normalizados y rigurosos.
Algunos filtros están listados en tablas de filtros Wratten con códigos que no siguen el esquema de números de letras, por ejemplo, K2, G, X0, FL-W; CC-50Y.
En la fotografía digital, en la que la temperatura del color se puede ajustar y las correcciones de color se pueden realizar fácilmente en la cámara (mediante el firmware) o en el software, la necesidad de filtros de color casi ha desaparecido. Por lo tanto, se ha vuelto difícil encontrar filtros Wratten en las tiendas de fotografía.

## Tabla de referencia
Los números comúnmente disponibles y algunos de sus usos incluyen:
| Número Wratten | Color visible            | Factor de filtro o designación alternativa | Corrección de F-Stops | Usos y características |
| -------------- | ------------------------ | ------------------------------------------ | --------------------- | --- |
| 1A             |                          |                                            |                       | Llamado filtro Skylight, reduce la dominante azul en fotografía en color en exteriores sobre todo a la sombra y bajo un cielo azul despejado. |
| 2A             | Amarillo pálido          |                                            |                       | Absorbe la radiación ultravioleta y aumenta el contraste de las nubes con el cielo azul. Filtro pasa largo bloquea las longitudes de onda por debajo de 405 nm. Se utiliza para la fotografía de gran altitud. |
| 2B             | Amarillo pálido          |                                            |                       | Absorbe la radiación ultravioleta, un poco menos que el #2A. Filtro pasa largo bloquea las longitudes de onda inferiores a 395 nm. Se utiliza para la fotografía de gran altitud. |
| 2C             |                          |                                            |                       | Absorbe la radiación ultravioleta. Filtro pasa largo que bloquea las longitudes de onda por debajo de 390 nm. Se utiliza para la fotografía de gran altitud. |
| 2E             | Amarillo pálido          |                                            |                       | Absorbe la radiación ultravioleta, un poco más que el #2A. Filtro pasa largo bloquea las longitudes de onda inferiores a 415 nm. Se utiliza para la fotografía de gran altitud. |
| 3              | Amarillo claro           |                                            |                       | Absorbe el exceso de azul del cielo, haciendo que el cielo se vea ligeramente más oscuro en las imágenes en blanco y negro. Puede ser usado con una película a color cuidadosamente elegida, o con un balance de color durante la impresión, para aumentar el contraste de las nubes contra el cielo azul. Filtro pasa largo bloquea las longitudes de onda por debajo de 440 nm. Se utiliza para la fotografía de gran altitud.                                                                                  |
| 4              | Amarillo                 |                                            |                       | El filtro pasa largo bloquea las longitudes de onda visibles por debajo de 455 nm. Se utiliza para la fotografía de gran altitud. |
| 6              | Amarillo claro           | K1                                         |                       | No es un filtro pasa largo |
| 8              | Amarillo                 | K2                                         | 1                     | Absorbe más azul que el número 3. Filtro pasa largo bloquea las longitudes de onda visibles por debajo de 465 nm |
| 9              | Amarillo intenso         | K3                                         |                       | Absorbe más azul que el número 8. Filtro pasa largo bloquea las longitudes de onda visibles por debajo de 470 nm |
| 11             | Verde-amarillento        | X0                                         | 2                     | Aumenta el contraste de los tonos de la piel en la fotografía en blanco y negro. No es un filtro pasa largo |
| 12             | Amarillo intenso         | Menos azul                                 | 13                    | Filtro menos azul; complementa el #32 menos verde y el #44A menos rojo. Se usa con películas infrarrojas Ektachrome o Aerochrome para obtener resultados de color falso. Se usa en oftalmología y optometría en conjunto con una lámpara de hendidura y una luz azul cobalto para mejorar el contraste cuando se evalúa la salud de la córnea y el ajuste de los lentes de contacto. Filtro pasa largo que bloquea las longitudes de onda visibles por debajo de 500 nm                                           |
| 13             | Verde                    |                                            | 2                     | Mejoramiento del color. No es un filtro pasa largo |
| 15             | Amarillo profundo        | G                                          | 123                   | Oscurece profundamente el cielo en la fotografía de exteriores en blanco y negro. Filtro pasa largo que bloquea las longitudes de onda visibles por debajo de 510 nm |
| 16             | Amarillo-naranja         |                                            | 123                   | Se comporta como el número 15, pero más. Filtro pasa largo que bloquea las longitudes de onda visibles por debajo de unos 520 nm |
| 18A            | Visualmente opaco        |                                            |                       | Basado en el Cristal de Wood, transmite pequeñas bandas de radiación ultravioleta e infrarroja. |
| 18B            | Violeta muy profundo     |                                            |                       | Similar al 18A pero con bandas de transmisión más amplias tanto en el ultravioleta como en el infrarrojo, un filtro menos "puro". |
| 21             | Naranja                  |                                            | 2                     | Filtro de contraste para la absorción de azul y verde azulado. Filtro pasa largo que bloquea las longitudes de onda visibles por debajo de 530 nm |
| 22             | Naranja oscuro           |                                            | 213                   | Filtro de contraste, mayor efecto que el #21. Filtro pasa largo que bloquea las longitudes de onda visibles por debajo de 550 nm |
| 23A            | Rojo claro               |                                            |                       | Filtro pasa largo que bloquea las longitudes de onda visibles por debajo de 550 nm |
| 24             | Rojo                     |                                            |                       | Usado para la separación de colores de la película de transparencia Kodachrome, complementos #47B y #61. Filtro pasa largo queo bloquea las longitudes de onda visibles por debajo de 575nm. Rojo para "fotografía a dos colores" (luz del día o tungsteno). Proyección tricolor de arco de llama blanca. |
| 25             | Rojo tricolor            | A                                          | 3                     | Se utiliza para la separación de colores y la fotografía infrarroja. Filtro pasa largo que bloquea por debajo de 580 nm |
| 26             | Rojo                     |                                            |                       | Filtro pasa largo que bloquea por debajo de 585 nm |
| 29             | Rojo intenso             | F                                          | 4                     | Se utiliza para la separación de colores, complementos #47 y #61. En la fotografía en blanco y negro al aire libre hace que los cielos azules se vean muy oscuros, casi negros. En la fotografía infrarroja, bloquea mucha luz visible, aumentando el efecto de las frecuencias infrarrojas en la imagen. Filtro pasa largo que bloquea por debajo de los 600 nm. |
| 32             | Magenta                  |                                            |                       | Menos verde. Complementa al #12 menos azul y al #44A menos rojo |
| 33             | Magenta                  |                                            |                       | Filtro de contraste para una mayor absorción del verde. Para el enmascaramiento fotomecánico del color |
| 34             | Indigo                   |                                            |                       | |
| 34A            | Violeta                  |                                            |                       | Se utiliza para la separación menos verde y más azul |
| 35             | Azul marino              |                                            |                       | |
| 38A            | Azul                     |                                            |                       | Absorbe el rojo, algo de UV y algo de verde claro |
| 40             | Verde claro              |                                            |                       | Verde, para 'fotografía a dos colores' (tungsteno). |
| 44             | Azul claro-verde         |                                            |                       | Filtro menos rojo con una sustancial absorción de rayos UV |
| 44A            | Azul claro-verde         |                                            |                       | Menos rojo. Complementa el #12 menos azul, y el #32 menos verde |
| 47             | Azul tricolor            | C5                                         |                       | Se usa para la separación de colores. Complementos #29 y #61 |
| 47A            | Azul claro               |                                            |                       | Al eliminar mucha luz que no es azul, los objetos azules y púrpuras muestran una gama más amplia de colores. Usado para aplicaciones médicas que implican hacer que los tintes sean fluorescentes |
| 47B            | Tricolor Azul profundo   |                                            |                       | Se usa para la separación de colores. También se utiliza comúnmente para calibrar los monitores de vídeo mientras se utilizan las barras de color SMPTE. |
| 50             | Azul profundo            |                                            |                       | |
| 56             | Verde claro              |                                            |                       | |
| 57             | Verde                    |                                            |                       | Verde para la 'fotografía en dos colores' a la luz del día. |
| 58             | Verde tricolor           | B                                          |                       | Separación de colores. |
| 60             | Verde                    |                                            |                       | Verde para 'fotografía en dos colores' (tungsteno). |
| 61             | Tricolor verde intenso   | N                                          |                       | Separación de colores, complementos #29 y #47. |
| 70             | Rojo                     |                                            |                       | Se utiliza para la separación de colores y la fotografía infrarroja con filtro pasa largo que bloquea por debajo de 650 nm. |
| 74             | Monocromato verde oscuro |                                            |                       | Transmite el 10% de la radiación verde y prácticamente ninguna radiación amarilla de la iluminación de vapor de mercurio. |
| 80A            | Azul                     | 4                                          | 2                     | Eleva la temperatura de color de la escena de 3200 K a aproximadamente 5500 K, lo que permite el uso de película balanceada con luz de tungsteno. |
| 80B            | Azul                     | 3                                          | 123                   | Similar a 80A; 3400 K→5500 K. |
| 80C            | Azul                     | 2                                          | 1                     | Similar a 80A; 3800 K→5500 K. Típicamente se utiliza para que los flashes de estilo antiguo se puedan usar en una película de luz diurna. |
| 80D            | Azul                     | 1.5                                        | 13                    | Similar a 80A; 4200 K→5500 K. |
| 81A            | Naranja pálido           | 1.4                                        | 13                    | Filtro de calentamiento para disminuir ligeramente la temperatura del color. Se puede utilizar cuando se dispara con película de tipo B equilibrada para la iluminación de tungsteno (3200 K) con luces de 3400 K photoflood. Lo contrario de 82A. |
| 81B            | Naranja pálido           | 1.4                                        | 13                    | Filtro de calentamiento, ligeramente más fuerte que el 81A. Lo opuesto a 82B. |
| 81C            | Naranja pálido           | 1.5                                        | 13                    | Filtro de calentamiento, ligeramente más fuerte que el 81B. Lo opuesto a 82C. |
| 81D            | Naranja pálido           |                                            |                       | Filtro de calentamiento, ligeramente más fuerte que el 81C. |
| 81EF           | Naranja pálido           |                                            | 13                    | Filtro de calentamiento, más fuerte que el 81D. |
| 82A            | Azul pálido              | 1.3                                        | 13                    | Filtro de enfriamiento para aumentar ligeramente la temperatura del color. Lo opuesto a 81A. |
| 82B            | Azul pálido              | 1.4                                        | 23                    | Filtro de enfriamiento, ligeramente más fuerte que el 82A y opuesto al 81B. También se puede utilizar cuando se filma película de tungsteno tipo B (3200 K) con bombillas eléctricas domésticas de 100 W (2900 K). |
| 82C            | Azul pálido              | 1.5                                        | 23                    | Filtro de enfriamiento, ligeramente más fuerte que el 82B y opuesto al 81C. |
| 85             | Ámbar                    | 1.5                                        | 23                    | Conversión de color, lo opuesto a los 80A; este es un filtro de calentamiento que toma una escena exterior iluminada por la luz del sol (que tiene una temperatura de color alrededor de 5500 K) y la hace parecer iluminada por bombillas incandescentes de tungsteno alrededor de 3400 K. Esto permite que una película balanceada de interior sea utilizada para fotografiar el exterior. Estos filtros se utilizaron en las cámaras de cine Super 8 que fueron diseñadas para utilizar película de tungsteno. |
| 85B            | Ámbar                    | 1.5                                        | 23                    | Similar al 85; convierte 5500 K→3200 K. |
| 85C            | Ámbar                    | 1.5                                        |                       | Similar al 85; convierte 5500 K→3800 K. |
| 85N3           | Ámbar                    |                                            |                       | Densidad neutra de 1 parada + conversión de color, lo opuesto a los 80A; este es un filtro de calentamiento que toma una escena exterior iluminada por la luz del sol (que tiene una temperatura de color alrededor de 5500 K) y la hace parecer iluminada por bombillas incandescentes de tungsteno alrededor de 3400 K. Esto permite que una película balanceada de interior sea utilizada para fotografiar el exterior.                                                                                        |
| 85N6           | Ámbar                    |                                            |                       | Densidad neutra de 2 paradas + conversión de color, lo opuesto a los 80A; se trata de un filtro de calentamiento que toma una escena exterior iluminada por la luz solar (que tiene una temperatura de color alrededor de 5500 K) y la hace parecer iluminada por bombillas incandescentes de tungsteno alrededor de 3400 K. Esto permite que una película balanceada de interior sea utilizada para fotografiar el exterior.                                                                                     |
| 85N9           | Ámbar                    |                                            |                       | Densidad neutra de 3 paradas + conversión de color, lo opuesto a los 80A; este es un filtro de calentamiento que toma una escena exterior iluminada por la luz del sol (que tiene una temperatura de color alrededor de 5500 K) y la hace parecer iluminada por bombillas incandescentes de tungsteno alrededor de 3400 K. Esto permite que una película balanceada de interior sea utilizada para fotografiar el exterior.                                                                                       |
| 87             | Opaco                    |                                            |                       | Pasa las frecuencias infrarrojas pero no las visibles. Bloquea las longitudes de onda por debajo de 740 nm |
| 87A            | Opaco                    |                                            |                       | Pasa las frecuencias infrarrojas pero no las visibles. Bloquea las longitudes de onda por debajo de 880 nm |
| 87B            | Opaco                    |                                            |                       | Pasa el infrarrojo, bloquea las frecuencias visibles. Bloquea las longitudes de onda por debajo de 820 nm |
| 87C            | Opaco                    |                                            |                       | Pasa el infrarrojo, bloquea las frecuencias visibles. Bloquea las longitudes de onda por debajo de 790 nm |
| 88             | Opaco                    |                                            |                       | Pasa el infrarrojo, bloquea las longitudes de onda visibles por debajo de 700 nm. |
| 88A            | Opaco                    |                                            |                       | Pasa el infrarrojo, bloquea las longitudes de onda visibles por debajo de 720 nm. |
| 89B            | Rojo casi opaco          | R72                                        |                       | Pasa el filtro de infrarrojos de paso largo que bloquea las longitudes de onda visibles por debajo de 690 nm (rojo muy profundo). La fotografía aérea es un uso. |
| 90             | Ámbar grisáceo oscuro    |                                            |                       | Se utiliza para ver escenas sin color antes de fotografiarlas, con el fin de evaluar los valores de brillo. No se utiliza para la fotografía real. |
| 92             | Rojo                     |                                            |                       | Densitometría de color. Filtro pasa largo que bloquea las longitudes de onda visibles por debajo de 625 nm |
| 93             | Verde                    |                                            |                       | Densitometría de color. |
| 94             | Azul                     |                                            |                       | Densitometría de color. |
| 96             | Gris                     |                                            | Varía                 | Filtro de densidad neutra. Bloquea todas las frecuencias de la luz visible de forma aproximadamente uniforme, haciendo la escena más oscura en general. Disponible en muchos valores diferentes, que se distinguen por la densidad óptica o por el factor de filtro. |
| 98             | Azul                     |                                            |                       | Como un #47B más un filtro #2B. |
| 99             | Verde                    |                                            |                       | Como un #61 más un filtro #16. |
| 102            | Amarillo-verde           |                                            |                       | Conversión de colores para la fotometría: Hace que una fotocélula de tipo barrera responda como lo haría un ojo humano. |
| 106            | Ámbar                    |                                            |                       | Conversión de colores para la fotometría: Hace que una fotocélula de tipo S-4 responda como lo haría un ojo humano. |